# Hassan ben Talal
Pour les articles homonymes, voir Hassan.
Titre
Prince héritier de Jordanie
1er avril 1965 – 25 janvier 1999
(33 ans, 9 mois et 24 jours)
Le prince Hassan ben Talal (arabe : الحسن بن طلال), né le 20 mars 1947 à Amman (Jordanie), est un prince jordanien et l'oncle du roi Abdallah II.

## Biographie
Petit-fils du premier roi jordanien, Abdallah Ier, assassiné en 1951 et le troisième fils du roi Talal, il est membre de la dynastie Hachémite qui détenait héréditairement la charge de grand chérif de La Mecque jusqu'en 1924 et qui a été à la tête de la Révolte arabe de 1916-1918 avant d'accéder aux trônes d'Irak (jusqu'en 1958) et de Jordanie.
Le prince Hassan ben Talal fait ses études en Angleterre et obtient des diplômes en études orientales de l'université d'Oxford avant d'être nommé prince héritier de Jordanie de 1965 à 1999, période durant laquelle il sera le plus proche conseiller politique et confident de son frère, le roi Hussein.
Promoteur du dialogue interreligieux, spécialement entre les adeptes des trois religions abrahamiques, il fonde en 1994 l'Institut royal d'études interconfessionnelles, un organisme académique basé à Amman qui se livre à l'étude interdisciplinaire des questions religieuses.
Longtemps prince héritier et conseiller du roi, il est membre de diverses organisations qui œuvrent pour la paix, dont l'International Crisis Group, Nuclear Threat Initiative et Religions for Peace. Il est également membre puis président du Club de Rome (2002-2015) et de l'Arab Thought Forum.
Membre de l'Académie des sciences de Jordanie (en), de l'Académie du royaume du Maroc et du Royal Society of Edinburgh. Il est élu en 2008 comme membre associé à l'Académie des sciences morales et politiques,.

## Distinctions

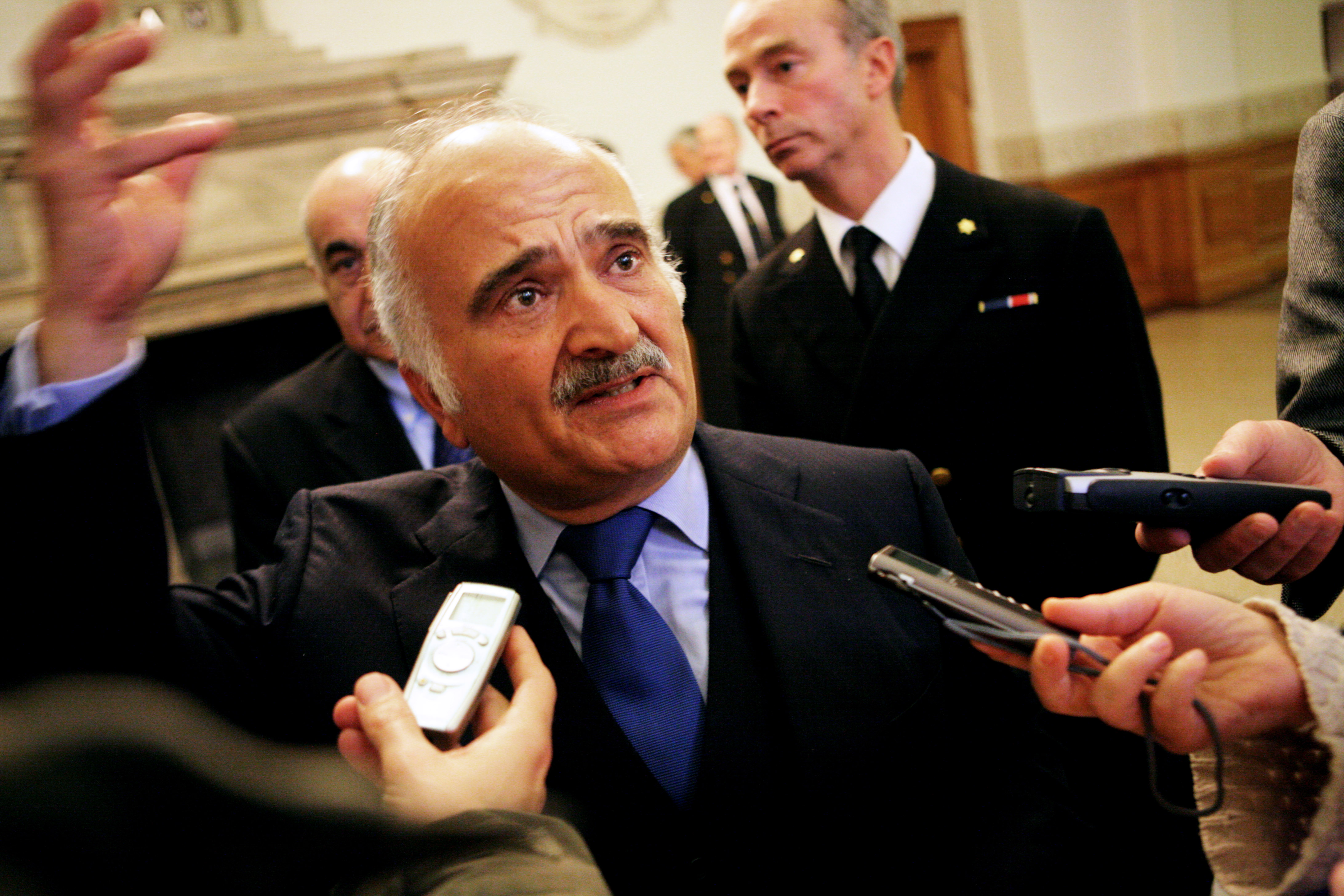
Prince Hassan Ben Talal à Copenhague (2006).

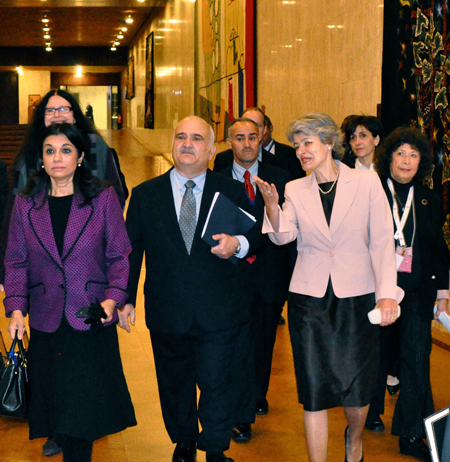
Prince Hassan Ben Talal avec Irina Bokova lors de sa visite au siège de l'UNESCO à Paris (2011).

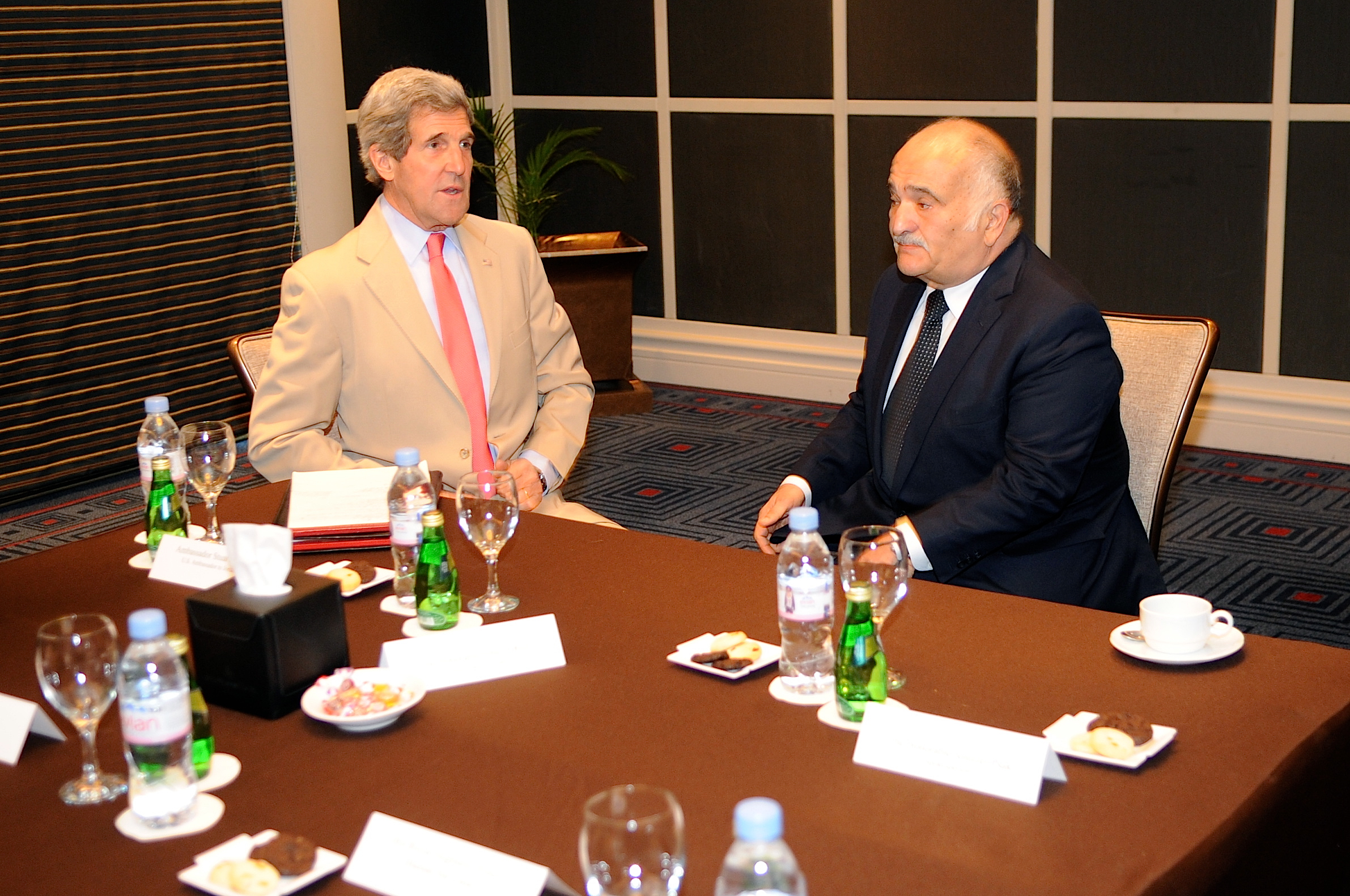
Prince Hassan Ben Talal avec John Kerry (2013).

- Lauréat du prix Niwano de la paix[4].
- Lauréat du prix des quatre libertés de Roosevelt[8].
- Lauréat du prix Abraham Geiger[4].
- Lauréat du grand prix de l'Organisation islamique pour l'éducation, les sciences et la culture[9].
- Lauréat du Gold Mercury International Award (en)[10].
- Membre de l'Académie du royaume du Maroc[11].

- Docteur honoris causa de l'Institut d'État des relations internationales de Moscou[12].

- Docteur honoris causa de l'université York[4].
- Docteur honoris causa de l'université Saint John de York[4].
- Docteur honoris causa de l'université de l'Oklahoma[6].
- Docteur honoris causa de l'université Brandeis[6].
- Docteur honoris causa de l'université Eberhard Karl de Tübingen[6].
- Docteur honoris causa de l'université de Lund[6].
- Docteur honoris causa de l'université de Durham[6].
- Docteur honoris causa de l'université de Birmingham[6].
- Docteur honoris causa de l'université de Portsmouth[6].
- Docteur honoris causa de l'université du Hertfordshire[6].
- Docteur honoris causa du School of Oriental and African Studies[6].
- Docteur honoris causa de l'université Sōka[6].
- Docteur honoris causa de l'université Bilkent[6].
- Docteur honoris causa de l'université d'Islamabad (en)[6].

## Décorations

### Décorations jordaniennes
- Collier de l'ordre d'Ali ibn Hussein.
- Grand-cordon de l'ordre suprême de la Renaissance.
- Grand-cordon de l'ordre de l'Étoile de Jordanie.
- Grand-cordon de l'ordre de l'Indépendance.
- Grand-cordon de l'ordre de l'Étoile de la Maison Hachémite.

### Décorations étrangères
- Grand-croix d'or de l'ordre du Mérite (Autriche)[13].
- Collier de l'ordre d'Al-Khalifa (Bahreïn).
- Grand-croix de l'ordre de Charles III (Espagne)[14].
- Grand-cordon de l'ordre de Salomon (Éthiopie).
- Grand-croix de l'ordre du Mérite (Hongrie)[15].
- Chevalier grand-croix au grand cordon de l'ordre du Mérite de la République italienne (Italie)[16].
- Première classe de l'ordre de la Couronne précieuse (Japon).
- Chevalier grand-commandeur de l'ordre du Défenseur du Royaume (Malaisie)[17].
- Grand-croix de l'ordre du Ouissam alaouite (Maroc).
- Première classe de l'ordre du Mérite intellectuel (Maroc)[18].
- Grand-croix de l'ordre de Saint-Olaf (Norvège).
- Chevalier de l'ordre souverain de Malte (O.S.M)[19].
- Première classe de l'ordre de Nishan-e-Imtiaz (en) (Pakistan).
- Grand-croix de l'ordre d'Orange-Nassau (Pays-Bas).
- Médaille du roi Guillaume-Alexandre (Pays-Bas).
- Grand-croix de l'ordre du Mérite de la république (Pologne)[20].
- Chevalier grand-croix de l'ordre royal de Victoria (Royaume-Uni).
- Grand-croix de l'ordre royal de l'Étoile polaire (Suède).
- Médaille commémorative du jubilé royal (en) (Suède).
- Grand-cordon de l'Ordre des Nuages propices (Taïwan).
- Grand-cordon de l'ordre national du Mérite (Tunisie).

## Publications
- A Study on Jerusalem, Londres / New-York, Longman, 1979.
- Palestinian Self-Determination: A Study of the West Bank and Gaza Strip, New-York, Quartet Books, 1981, [trad. fr. : L'autodétermination palestinienne : étude sur la Cisjordanie et la bande de Gaza, Paris, Albatros, 1982].
- « Le Proche-Orient : étude politique et militaire », dans Politique étrangère (revue), vol. 46, t. 3, 1981 (lire en ligne), p. 699-709.
- Search for Peace: The Politics of the Middle Ground in the Arab East, New-York, St. Martin's Press, 1984.
- Christianity in the Arab World, Amman, Royal Institute for Inter-Faith Studies, 1995, [trad. fr. : Islam et christianisme, Turnhout, Brepols, 1997][21].
- (it) Essere musulmano (entretiens avec Alain Elkann), Milan, Bompiani, 2001, [trad. fr. : L'islam expliqué à tous, Paris, Robert Laffont, 2002].
- Continuity, Innovation and Changes: Selected essays, Amman, Majlis El Hassan, 2001.
- To Be a Muslim: Islam, Peace, and Democracy, Londres, Sussex Academic Press, 2003.
- Peacemaking: An Inside Story of the 1994 Jordanian-Israeli Treaty, Oklahoma, University of Oklahoma Press, 2006.
- (it) Camminare insieme (avec Alain Elkann et Elio Toaff), Milan, Bompiani, 2015.